# Anat Ratanapol
Anat Ratanapol (em tailandês:  อาณัติ รัตนพล; 13 de setembro de 1947) foi um atleta tailandês que foi um dos melhores velocistas asiáticos da década de 70. Foi várias vezes campeão asiático e do seu país, bem como recordista nacional de 100 e 200 metros. Participou em duas Olimpíadas: nos Jogos Olímpicos de Munique, em 1972, onde integrou o quarteto tailandês na prova da estafeta 4 x 100 metros e nos Jogos de Montreal, em 1976, onde participou nos 100 metros e nos 4 x 100 metros. Também esteve presente na edição inaugural da Taça do Mundo, na qual integrou a equipe asiática de 4 x 100 metros.